# مارلين تشارلز
مارلين تشارلز (بالإنجليزية: Marilyn Charles) هي عالمة نفس أمريكية، (و. 1951  م).
وهي محاضرة ورئيسة القسم 39 (التحليل النفسي) في الجمعية الأمريكية لعلم النفس من عام 2014 إلى عام 2015. نشرت مارلين تشارلز مقالات وكتبًا حول العديد من المواضيع، بما في ذلك الصدمات النفسية، وجاك لاكان، وويلفريد بيون، والإبداع، والجنون. وهي عضو في فريق عمل مركز أوستن ريجز، ورئيسة مشاركة للجنة المهنية المبكرة بالقسم 39، ورئيسة مشاركة لجمعية التحليل النفسي والمجتمع والثقافة. وهي محررة مساهمة في مجلة الجمعية الأمريكية لعلم النفس، التحليل النفسي والثقافة والمجتمع، والتي تصدرها دار بالجريف ماكميلان ربع سنويًا. مارلين تابعة لكلية الطب بجامعة هارفارد، وكلية الدراسات العليا للتحليل النفسي في بوسطن، وجامعة مونتيري، وهي أيضًا عضو في لجنة العلوم الإنسانية والتحليل النفسي. في عام 2014، حصلت مارلين تشارلز على جائزة القيادة في اجتماع الجمعية الأمريكية لعلم النفس القسم 39 لفصل الربيع لعام 2014، تقديرًا لجهودها في "تقدم علم النفس التحليلي كتخصص وممارسة".